# Lista de membros da Academia Nacional de Ciências dos Estados Unidos (matemática)
Esta lista é uma subseção da lista de membros da Academia Nacional de Ciências dos Estados Unidos, que inclui aproximadamente 2000 membros e 350 associados estrangeiros da Academia Nacional de Ciências dos Estados Unidos, cada um dos quais sendo afiliado a uma das 31 seções disciplinares. São dados o nome, instituição primária e ano da seleção. Esta lista não inclui membros falecidos.

## Matemática
| George Andrews           | Universidade Estadual da Pensilvânia                       | 2003 |
| Michael Artin            | Instituto de Tecnologia de Massachusetts                   | 1977 |
| Michael Aschbacher       | Instituto de Tecnologia da Califórnia                      | 1990 |
| Richard Askey            | Universidade do Wisconsin-Madison                          | 1999 |
| Michael Atiyah           | Universidade de Edimburgo                                  | 1978 |
| Hyman Bass               | Universidade de Michigan                                   | 1982 |
| Elwyn Berlekamp          | Elwyn Berlekamp, Inc.                                      | 1999 |
| Joseph Bernstein         | Universidade de Tel Aviv                                   | 2004 |
| Spencer Bloch            | Universidade de Chicago                                    | 1994 |
| Enrico Bombieri          | Instituto de Estudos Avançados de Princeton                | 1996 |
| Haïm Brézis              | Universidade Rutgers                                       | 2003 |
| Felix Browder            | Universidade Rutgers                                       | 1973 |
| William Browder          | Universidade de Princeton                                  | 1980 |
| Robert Bryant            | Mathematical Sciences Research Institute                   | 2007 |
| Donald Burkholder        | Universidade de Illinois em Urbana-Champaign               | 1992 |
| Luis Caffarelli          | Universidade do Texas em Austin                            | 1991 |
| Eugenio Calabi           | Universidade da Pensilvânia                                | 1982 |
| Lennart Carleson         | Instituto Real de Tecnologia                               | 2006 |
| Sun-Yung Alice Chang     | Universidade de Princeton                                  | 2009 |
| Jeff Cheeger             | Universidade de Nova Iorque                                | 1997 |
| Alain Connes             | Institut des Hautes Études Scientifiques                   | 1997 |
| Ingrid Daubechies        | Universidade de Princeton                                  | 1998 |
| Percy Deift              | Universidade de Nova Iorque                                | 2009 |
| Pierre Deligne           | Instituto de Estudos Avançados de Princeton                | 2007 |
| Persi Diaconis           | Universidade Stanford                                      | 1995 |
| Simon Donaldson          | Universidade de Londres                                    | 2000 |
| Eugene Dynkin            | Universidade Cornell                                       | 1985 |
| Yakov Eliashberg         | Universidade Stanford                                      | 2003 |
| Ludvig Faddeev           | Academia de Ciências da Rússia                             | 1990 |
| Charles Fefferman        | Universidade de Princeton                                  | 1979 |
| Michael Freedman         | Microsoft Corporation                                      | 1984 |
| William Fulton           | Universidade de Michigan                                   | 1997 |
| Hillel Fürstenberg       | Universidade Hebraica de Jerusalém                         | 1989 |
| Frederick Gehring        | Universidade de Michigan                                   | 1989 |
| James Glimm              | State University of New York at Stony Brook                | 1984 |
| Ronald Graham            | Universidade da Califórnia em San Diego                    | 1985 |
| Ulf Grenander            | Universidade Brown                                         | 1996 |
| Phillip Griffiths        | Instituto de Estudos Avançados de Princeton                | 1979 |
| Mikhail Gromov           | Institut des Hautes Études Scientifiques                   | 1989 |
| Benedict Gross           | Universidade Harvard                                       | 2004 |
| Victor Guillemin         | Instituto de Tecnologia de Massachusetts                   | 1985 |
| Richard Hamilton         | Universidade Columbia                                      | 1999 |
| Friedrich Hirzebruch     | Max Planck Institute for Mathematics                       | 1986 |
| Melvin Hochster          | Universidade de Michigan                                   | 1992 |
| Helmut Hofer             | Instituto de Estudos Avançados de Princeton                | 2008 |
| Michael J. Hopkins       | Universidade Harvard                                       | 2010 |
| Roger E. Howe            | Universidade Yale                                          | 1994 |
| Henryk Iwaniec           | Rutgers, The State University of New Jersey, New Brunswick | 2006 |
| Arthur Jaffe             | Universidade Harvard                                       | 2000 |
| Peter Jones              | Universidade Yale                                          | 2008 |
| Vaughan Jones            | Universidade da Califórnia em Berkeley                     | 1999 |
| Richard Kadison          | Universidade da Pensilvânia                                | 1996 |
| Rudolf Kalman            | Instituto Federal de Tecnologia de Zurique                 | 1994 |
| Nicholas Katz            | Universidade de Princeton                                  | 2004 |
| David Kazhdan            | Universidade Hebraica de Jerusalém                         | 1990 |
| Robion Kirby             | Universidade da Califórnia em Berkeley                     | 2001 |
| Sergiu Klainerman        | Universidade de Princeton                                  | 2005 |
| Joseph Kohn              | Universidade de Princeton                                  | 1988 |
| János Kollár             | Universidade de Princeton                                  | 2005 |
| Bertram Kostant          | Instituto de Tecnologia de Massachusetts                   | 1978 |
| Robert Langlands         | Instituto de Estudos Avançados de Princeton                | 1993 |
| H. Blaine Lawson         | State University of New York at Stony Brook                | 1995 |
| Peter Lax                | Universidade de Nova Iorque                                | 1970 |
| Elliott Lieb             | Universidade de Princeton                                  | 1984 |
| Thomas Liggett           | Universidade da Califórnia em Los Angeles                  | 2008 |
| George Lusztig           | Instituto de Tecnologia de Massachusetts                   | 1992 |
| Robert MacPherson        | Instituto de Estudos Avançados de Princeton                | 1992 |
| Grigory Margulis         | Universidade Yale                                          | 2001 |
| John Mather              | Universidade de Princeton                                  | 1988 |
| Barry Mazur              | Universidade Harvard                                       | 1982 |
| Dusa McDuff              | Barnard College                                            | 1999 |
| Henry McKean             | Universidade de Nova Iorque                                | 1980 |
| Curtis McMullen          | Universidade Harvard                                       | 2007 |
| John Milnor              | State University of New York at Stony Brook                | 1963 |
| John Morgan              | State University of New York at Stony Brook                | 2009 |
| George Mostow            | Universidade Yale                                          | 1974 |
| John Forbes Nash         | Universidade de Princeton                                  | 1996 |
| Edward Nelson            | Universidade de Princeton                                  | 1997 |
| Louis Nirenberg          | Universidade de Nova Iorque                                | 1969 |
| Sergei Novikov           | University of Maryland, College Park                       | 1994 |
| Donald Ornstein          | Universidade Stanford                                      | 1981 |
| Jacob Palis              | Instituto Nacional de Matemática Pura e Aplicada           | 2001 |
| Paul Rabinowitz          | Universidade do Wisconsin-Madison                          | 1998 |
| Marina Ratner            | Universidade da Califórnia em Berkeley                     | 1993 |
| Kenneth Ribet            | Universidade da Califórnia em Berkeley                     | 2000 |
| Peter Sarnak             | Universidade de Princeton                                  | 2002 |
| Mikio Satō               | Universidade de Quioto                                     | 1993 |
| Richard Schoen           | Universidade Stanford                                      | 1991 |
| Jean-Pierre Serre        | Collège de France                                          | 1979 |
| James Serrin             | University of Minnesota, Minneapolis                       | 1980 |
| Conjeeveram Seshadri     | Chennai Mathematical Institute                             | 2010 |
| Yakov G. Sinai           | Universidade de Princeton                                  | 1999 |
| Isadore Singer           | Instituto de Tecnologia de Massachusetts                   | 1968 |
| Yum-Tong Siu             | Universidade Harvard                                       | 2002 |
| Stephen Smale            | City University of Hong Kong                               | 1970 |
| Robert Martin Solovay    | Universidade da Califórnia em Berkeley                     | 1986 |
| Thomas Spencer           | Instituto de Estudos Avançados de Princeton                | 2010 |
| Richard Peter Stanley    | Instituto de Tecnologia de Massachusetts                   | 1995 |
| Harold Stark             | Universidade da Califórnia em San Diego                    | 2007 |
| Charles Stein            | Universidade Stanford                                      | 1975 |
| Elias Stein              | Universidade de Princeton                                  | 1974 |
| Robert Steinberg         | Universidade da Califórnia em Los Angeles                  | 1985 |
| Shlomo Sternberg         | Universidade Harvard                                       | 1986 |
| Daniel Stroock           | Instituto de Tecnologia de Massachusetts                   | 1995 |
| Dennis Sullivan          | City University of New York, Graduate Center               | 1983 |
| Richard Swan             | Universidade de Chicago                                    | 1976 |
| Endre Szemerédi          | Universidade Rutgers                                       | 2010 |
| Terence Tao              | Universidade da Califórnia em Los Angeles                  | 2008 |
| John Tate                | Universidade Harvard                                       | 1969 |
| Clifford Taubes          | Universidade Harvard                                       | 1996 |
| John Griggs Thompson     | Universidade da Flórida                                    | 1971 |
| Jacques Tits             | Collège de France                                          | 1992 |
| Karen Uhlenbeck          | Universidade do Texas em Austin                            | 1986 |
| S. R. Srinivasa Varadhan | Universidade de Nova Iorque                                | 1995 |
| Dan-Virgil Voiculescu    | Universidade da Califórnia em Berkeley                     | 2006 |
| Andrew Wiles             | Universidade de Princeton                                  | 1996 |
| Shing-Tung Yau           | Universidade Harvard                                       | 1993 |
| Efim Zelmanov            | Universidade da Califórnia em San Diego                    | 2001 |